# 丹寧-藤川彗星
丹寧-藤川彗星，官方命名為72P/丹寧-藤川（72P/Denning–Fujikawa），是一顆公轉軌道周期為9.08年的彗星。

## 發現
英國天文學家威廉·弗雷德里克·丹寧於1881年10月4日早上、在獅子座發現視星等8等的丹寧－藤川彗星。丹寧－藤川彗星當時在9月13日通過近日點。直到11月25日為止都能觀測到丹寧－藤川彗星。威廉·弗雷德里克·丹寧之後又發現另一顆彗星（D/1894 F1）、於是這顆彗星被稱為丹寧1號彗星。
天文學家於1916年、1960年、1969年等三次丹寧1號彗星應該回歸的時間都無法找到該彗星，直到1978年10月10日早朝（JST）、日本香川縣天文家藤川繁久使用雙筒望遠鏡於獅子座發現視星等11等的「藤川彗星（1978n）」。天文學家計算彗星的軌道後，認為藤川彗星就是丹寧1號彗星，故這顆彗星被稱為丹寧－藤川彗星。

## 外部連結
- 関勉のホームページ 芸西天文台通信＜2006年8月17日号＞（页面存档备份，存于）
- JPL Small-Body Database Browser 72D/Denning-Fujikawa （页面存档备份，存于）
- デニング-藤川彗星 72D/Denning-Fujikawa
- 72P/Denning-Fujikawa（页面存档备份，存于）

| 週期彗星              | 週期彗星      | 週期彗星                          |
| --------------------- | ------------- | --------------------------------- |
| 前一顆彗星 克拉克彗星 | 丹寧-藤川彗星 | 後一顆彗星 施瓦斯曼·瓦茨曼3號彗星 |
| 週期彗星列表          |               |                                   |